# Enterite proximal equina
Enterite proximal, também conhecida como enterite anterior ou Duodenite-jejunite proximal (DJP), é a inflamação do duodeno e da parte superior do jejuno. Produz uma estase funcional do intestino afetado (Íleon) e hipersecreção de fluido no lúmen desse intestino. Isso leva a grandes volumes de refluxo gástrico, desidratação, baixa pressão sanguínea, e potencialmente de choque. Embora a causa exata ainda não seja definitivamente conhecida, a enterite proximal requer cuidados de suporte consideráveis.

## Epidemiologia
DJP é mais comumente vista no sudeste dos Estados Unidos, embora os casos tenham sido relatados em todo os Estados Unidos e  Canadá, bem como, esporadicamente, no Reino Unido e na Europa. Os cavalos no Sudeste dos Estados Unidos, tendem a ter uma forma mais grave da doença em relação a outros locais. A idade, a raça e o sexo parecem não ter nenhum efeito sobre a prevalência da doença.

## Fisiopatologia
A causa da Enterite proximal não é definitivamente conhecida. Tanto as espécies Salmonella quanto Clostridial foram isoladas do conteúdo de refluxo gástrico de cavalos afetados. Salmonella não foi consistentemente encontrada em todos os cavalos com DJP, embora um estudo cultivasse espécies de Clostridial toxigênicas em 100% dos cavalos afetados. Outras causas potenciais incluem infecção por Fusarium e aumento recente nos níveis de concentrado doetético, que podem alterar a populaçãoo microbiana dentro do lúmen intestinal.
A inflamação do intestino leva à secreção de grandes quantidades de eletrólitos, principalmente, de sódio e de cloreto, em seu lúmen, resultando no movimento osmótico da água. Sabe-se que a produção de fluido se deve à hipersecreção ativa, secreção passiva de proteínas secundárias ao dano ao epitélio da mucosa e capilares e a um íleon funcional que evita a remoção deste fluido. A produção de fluidos maciços resulta em refluxo extenso, geralmente produzido a uma taxa de 50-100 mL / min, além da distensão do Intestino delgado proximal, desidratação e possível choque secundário à hipovolemia. A enterite proximal também pode ocorrer com inflamação de outros órgãos no trato gastro-intestinal, incluindo Gastritegastrite, ileíte, tifilite e colite.

## Sinais clínicos
Os sintomas incluem início agudo de dor moderada a grave, grandes volumes de refluxo gástrico (4-20 L por descompressão) que geralmente é cor-de-laranja e fétida, intestino delgado distendido (até 5-7 cm de diâmetro) palpáveis no exame retal, febre, depressão, aumento da frequência cardíaca (>60 bpm), aumento da frequência respiratória, TRC prolongada e mucosas escurecidas. Após a descompressão gástrica, o cavalo pode mostrar sinais de mal-estar e agir letárgico, mas o nível de dor geralmente melhora.
A Abdominocentese geralmente revela um fluido amarelo e turvo com uma contagem aumentada de glóbulos Brancos (geralmente 5,000-10,000 células / microlitro) e nível de proteína (> 3,5 g / dl), embora o fluido possa ser serosanginoso em casos graves. Um painel de química geralmente mostrará anormalidades eletrolíticas (Hipocalcemia, Hiponatremia, Hipocloremia) devido à perda eletrolítica no lúmen do intestino. Os leucócitos podem ser normais, aumentados ou diminuídos. O PCV e a proteína total geralmente são aumentados devido à perda de fluido, e o cavalo exibe uma azotemia prerrenal. No painel de química, as enzimas hepáticas como GGT, ALP, AST são aumentadas, provavelmente devido à infecção ascendente do ducto biliar comum, absorção de endotoxina e hipoperfusão. Uma acidose metabólica com grande diferença de aniões é frequentemente observada devido à perda de bicarbonato no refluxo gástrico e ao aumento do ácido lático no sangue, secundário à hipovolemia e à diminuição da perfusão tecidual.

## Diagnósticos diferenciais
É importante diferenciar o DPJ da obstrução do intestino delgado, uma vez que a obstrução pode exigir intervenção cirúrgica, mas isso às vezes pode ser difícil. Os cavalos que sofrem de DPI geralmente têm uma maior concentração de proteína em seu líquido peritoneal em comparação com cavalos com obstrução intestinal pequena, muitas vezes sem aumento simultâneo na contagem de células nucleadas. Eles geralmente têm algum alívio e diminuem a dor após a descompressão gástrica, enquanto os cavalos com obstrução muitas vezes continuam a agitar após a intubação nasogástrica. A distensão do intestino delgado pode ser menor do que o sentido no exame retal de cavalos com obstrução, especialmente após a descompressão gástrica. Os cavalos com DPJ geralmente produzem maiores volumes de refluxo (geralmente maiores que 48 litros nas primeiras 24 horas):322–332 Do que aqueles com obstrução e são muitas vezes pireis (temperaturas de 101,5 a 102,5) e têm alterações nos níveis de glóbulos brancos, enquanto que aqueles com obstruções geralmente têm uma temperatura normal ou inferior à normal e níveis normais de leucócitos.
O ultra-som também pode ser útil para distinguir a DPJ da obstrução. Cavalos com obstrução intestinal pequena geralmente terão um diâmetro intestinal de -10 cm com uma espessura de parede de 3-5mm. Os cavalos com enterite proximal geralmente têm um diâmetro intestinal mais estreito, mas a espessura da parede geralmente é maior que 6mm, contendo um fluido hiperecoico ou anecoico, com peristaltismo normal, aumentado ou diminuído. No entanto, obstruções que estão presentes há algum tempo podem apresentar paredes espessadas e distensão do intestino.
DPJ só pode ser definitivamente diagnosticado durante a cirurgia ou na necropsia, quando sua aparência grosseira do intestino delgado pode ser avaliada.

## Tratamento
Na enterite proximal geralmente é administrada medicamentos. Isso inclui a intubação nasogástrica a cada 1-2 horas para aliviar a pressão gástrica secundária ao refluxo, que muitas vezes produz de 2 a 10 L, bem como suporte de fluido agressivo para manter a hidratação e corrigir desequilíbrios hidroeletrolítico. Manter a hidratação nesses pacientes pode ser muito desafiador. Em alguns casos, o suporte de fluido pode realmente aumentar a produção de refluxo, devido à diminuição da pressão oncótica intravascular de níveis baixos de proteínas e albúbenos, levando a perda de grande parte desses fluídos intravenosos no lúmen intestinal. Esses cavalos frequentemente exibem edema dependente (edema que coleta em locais com base na gravidade). Podem ser necessários coloides, como plasma ou Hetastarch, para melhorar a pressão oncótica intravascular, embora possam ser proibitivos para muitos proprietários. Os níveis de refluxo são monitorados de perto para ajudar a avaliar as perdas de fluidos, e os cavalos que se recuperam do DPJ mostram uma hidratação melhorada com diminuição da produção de refluxo e uma atitude melhorada.
Os fármacos anti-inflamatórios não esteroides são comumente usados para alívio da dor, redução da inflamação e seus efeitos anti-endotoxina, mas devem ser tomados cuidados, uma vez que podem produzir ulceração gastrointestinal e danificar os rins. Devido a uma ligação suspeita à infecção por Clostridial, são frequentemente administrados antimicrobianos, geralmente penicilina ou metronidazol. Os aminoglicosídeos devem ser utilizados com extrema cautela devido ao risco de nefro toxicose (dano ao rim). A mucosa dos intestinos está danificada com DPJ, resultando frequentemente na absorção da endotoxina e risco de laminite, pelo que a terapia para combater e tratar a endotoxemia é frequentemente empregada. Isso inclui o tratamento com drogas que neutralizam a endotoxina, como Polymyxin B e Bio-Sponge, suporte de fluido e prevenção de laminite, como a formação de gelo dos pés. Os fármacos pro cinéticos, como a lidocaína, eritromicina, metoclopramida e betanecol são frequentemente utilizados para tratar o íleon associado à doença.
Os cavalos ficam retidos de alimentos até o refluxo retornar para menos de 1-2 L de produção a cada 4 horas, e os sons do intestino retornam, muitas vezes requerendo 3-7 dias de terapia. A nutrição parenteral é frequentemente fornecida aos cavalos que são alimentados com retenção por mais de 3-4 dias. Suspeita-se que melhore a cura e encurte a duração da doença, uma vez que os cavalos tornam-se frequentemente cócxicos devido à perda de proteína que passa por enteropatia associada a esta doença.
A cirurgia pode precisar ser realizada para descartar cólicas com sinais de apresentação semelhantes, como obstrução ou estrangulamento, e nos casos que são de longa data (> 7 dias) para realizar uma ressecção e anastomose do intestino doente. No entanto, alguns cavalos se recuperaram com suporte médico de longo prazo (até 20 dias).

## Complicações e sobrevivência
Os cavalos podem desenvolver faringite, laringite, ou esofagite secundário para habitação de sonda nasogástrica. Outras complicações incluem Tromboflebite, Laminite (que, posteriormente, reduz a taxa de sobrevivência), e a perda de peso. Os cavalos também estão em maior risco de lesão hepática. As taxas de sobrevivência para o DJP são 25-94%. Os Cavalos que sobrevivem ao incidente raramente têm recorrência.